# Sei Beluru
Sei Beluru is een bestuurslaag in het regentschap Asahan van de provincie Noord-Sumatra, Indonesië. Sei Beluru telt 3751 inwoners (volkstelling 2010).